# Christophe Kern
Christophe Kern (født 18. januar 1981) er en fransk tidligere professionel cykelrytter.